# اسپین پیوسته
ذرهٔ اسپین پیوسته (به انگلیسی: Continuous spin particle یا به‌صورت مخفف CSP) به‌عنوان یکی از ذرات بنیادی بدون جرم که تا کنون در طبیعت مشاهده نشده‌است، شناخته می‌شود. این ذره، یکی از نمایشهای بدون جرم گروه پوانکاره می‌باشد که (در کنار ذرات بدون جرم معمولی) در سال ۱۹۳۹ توسط یوجین ویگنر طبقه‌بندی شد. به لحاظ تاریخی، نظریهٔ سازگاری که بتواند این ذرهٔ بنیادی را توصیف نماید ناشناخته بود، اما ۷۵ سال پس از طبقه‌بندی ویگنر، اولین اصل کنش برای ذرات اسپین پیوستهٔ بوزونی در سال ۲۰۱۴ و اولین اصل کنش برای ذرات اسپین پیوستهٔ فرمیونی در سال ۲۰۱۵ ارائه شد. نشان داده شده‌است که این ذره در فضا-زمان تخت می‌تواند با ماده برهمکنش نماید. همچنین، نظریهٔ ابرتقارن برای این تئوری بررسی شده‌است.
انتظار می رود که این ذره (در صورت وجود) در انرژی های بالا مشاهده شود، اما تاکنون یک مقیاس انرژی که در آن بتوان این ذره را در سرن (یا شتابگرهای نسل جدید) مشاهده نمود، ارائه نشده است. این ذره می تواند بعنوان یک تعمیمِ بدونِ جرم از آنیون (anyon) ها شناخته شود، که از این حیث بررسی آثار وجودش در سیستمهای ماده چگال نیز جذاب می باشد.